# Superpuchar Europy UEFA 1987
Mecze o Superpuchar Europy 1987 zostały rozegrane 21 listopada 1987 i 13 stycznia 1988 roku pomiędzy FC Porto, zwycięzcą Pucharu Europy Mistrzów Klubowych 1986/1987 oraz Ajaxem Amsterdam, triumfatorem Pucharu Zdobywców Pucharów 1986/1987. Porto zwyciężyło w dwumeczu 2:0, tym samym wygrywając Superpuchar Europy po raz pierwszy w historii klubu.

## Droga do dwumeczu

### AFC Ajax
| Sezon   | Rozgrywki                 | Runda | Przeciwnik       | Dom     | Wyjazd  | Ogólnie |
| ------- | ------------------------- | ----- | ---------------- | ------- | ------- | ------- |
| 1986/87 | Puchar Zdobywców Pucharów | 1R    | Bursaspor        | 5–0     | 2–0     | 7–0     |
| 1986/87 | Puchar Zdobywców Pucharów | 2R    | Olympiakos SFP   | 4–0     | 1–1     | 5–1     |
| 1986/87 | Puchar Zdobywców Pucharów | 1/4   | Malmö FF         | 3–1     | 0–1     | 3–2     |
| 1986/87 | Puchar Zdobywców Pucharów | 1/2   | Real Saragossa   | 3–0     | 3–2     | 6–2     |
| 1986/87 | Puchar Zdobywców Pucharów | F     | Lokomotive Lipsk | 1–0 (N) | 1–0 (N) | 1–0 (N) |

### FC Porto
| Sezon   | Rozgrywki     | Runda | Przeciwnik       | Dom     | Wyjazd  | Ogólnie |
| ------- | ------------- | ----- | ---------------- | ------- | ------- | ------- |
| 1986/87 | Puchar Europy | 1R    | Rabat Ajax       | 9–0     | 1–0     | 10–0    |
| 1986/87 | Puchar Europy | 2R    | Vítkovice        | 3–0     | 0–1     | 3–1     |
| 1986/87 | Puchar Europy | 1/4   | Brøndby          | 1–0     | 1–1     | 2–1     |
| 1986/87 | Puchar Europy | 1/2   | Dynamo Kijów     | 2–1     | 2–1     | 4–2     |
| 1986/87 | Puchar Europy | F     | Bayern Monachium | 2–1 (N) | 2–1 (N) | 2–1 (N) |

## Szczegóły meczu

### Pierwszy mecz
Pierwsze spotkanie finału odbyło się 21 listopada 1987 na Stadionie Olimpijskim w Amsterdamie. Frekwencja na stadionie wyniosła 27 000 widzów. Mecz sędziował Bob Valentine ze Szkocji. Mecz zakończył się zwycięstwem Porto 1:0 po bramce Rui Barrosa w 5. minucie.
| 21 listopada 1987 | Ajax | 0:1Raport | FC Porto · Barros 5' | Stadion Olimpijski, Amsterdam Widzów: 27.000 Sędzia: Bob Valentine |
|                   |      |           |                      |                                                                    |

| Ajax | Porto |

| AJAX AMSTERDAM |    |                   |  |     |
|                |    |                   |  |     |
| BR             | 1  | Stanley Menzo     |  |     |
| OB             | 2  | Danny Blind       |  |     |
| OB             | 5  | Frank Verlaat     |  |     |
| OB             | 6  | Aron Winter       |  |     |
| PO             | 3  | Rob Witschge      |  |     |
| PO             | 7  | John van ’t Schip |  |     |
| PO             | 4  | Jan Wouters       |  | 68' |
| PO             | 8  | Arnold Mühren (c) |  | 46' |
| PO             | 11 | Ally Dick         |  |     |
| NA             | 9  | Dennis Bergkamp   |  |     |
| NA             | 10 | John Bosman       |  |     |
| Zmiany:        |    |                   |  |     |
| NA             | 12 | Ronald de Boer    |  | 68' |
| PO             | 13 | Richard Witschge  |  | 46' |
| Trener:        |    |                   |  |     |
| Johan Cruijff  |    |                   |  |     |

| FC PORTO      |    |                         |  |     |
|               |    |                         |  |     |
| BR            | 1  | Józef Młynarczyk        |  |     |
| OB            | 2  | João Domingos Pinto (c) |  |     |
| OB            | 3  | António Lima Pereira    |  |     |
| OB            | 4  | Gerladao                |  |     |
| OB            | 5  | Augusto Inácio          |  |     |
| PO            | 8  | António Frasco          |  | 84' |
| PO            | 7  | Jaime Magalhães         |  |     |
| PO            | 10 | Rui Barros              |  |     |
| PO            | 9  | António Sousa           |  |     |
| NA            | 11 | Fernando Gomes          |  |     |
| NA            | 6  | António André           |  |     |
| Zmiany:       |    |                         |  |     |
| PO            | 12 | Quim                    |  | 84' |
| Trener        |    |                         |  |     |
| Tomislav Ivić |    |                         |  |     |

### Drugi mecz
Drugie spotkanie finału odbyło się 13 stycznia 1988 na Estádio das Antas w Porto. Frekwencja na stadionie wyniosła 50 000 widzów. Mecz sędziował Aron Schmidhuber z RFN. Mecz zakończył się zwycięstwem Porto 1:0 po bramce António Sousy w 70. minucie.
| 13 stycznia 1988 | FC Porto · Sousa 70' | 1:00:0Raport | Ajax | Estádio das Antas, Porto Widzów: 50 000 Sędzia: Aron Schmidhuber |
|                  |                      |              |      |                                                                  |

| Porto | Ajax |

| FC PORTO      |    |                            |     |     |
|               |    |                            |     |     |
| BR            | 1  | Józef Młynarczyk           |     |     |
| OB            | 2  | João Domingos Pinto (c)    |     |     |
| OB            | 3  | António Lima Pereira       |     |     |
| OB            | 4  | Gerladao                   |     |     |
| OB            | 5  | Augusto Inácio             |     |     |
| PO            | 6  | Fernando Óscar Bandeirinha | 58' | 83' |
| PO            | 7  | Jaime Magalhães            |     |     |
| PO            | 10 | Rui Barros                 |     |     |
| PO            | 9  | António Sousa              |     |     |
| NA            | 11 | Fernando Gomes             |     | 89' |
| NA            | 8  | António André              |     |     |
| Zmiany:       |    |                            |     |     |
| PO            | 12 | José Semedo                |     | 83' |
| NA            | 13 | Jorge Plácido              |     | 89' |
| Trener        |    |                            |     |     |
| Tomislav Ivić |    |                            |     |     |

| AJAX AMSTERDAM |    |                   |     |     |
|                |    |                   |     |     |
| BR             | 1  | Stanley Menzo     |     |     |
| OB             | 2  | Danny Blind       |     |     |
| OB             | 3  | Peter Larsson     |     |     |
| OB             | 6  | Aron Winter       |     |     |
| OB             | 5  | Danny Hesp        |     |     |
| PO             | 7  | John van ’t Schip |     |     |
| PO             | 8  | Arnold Mühren (c) |     |     |
| PO             | 11 | Rob Witschge      |     | 64' |
| PO             | 4  | Jan Wouters       | 55' |     |
| NA             | 10 | John Bosman       |     |     |
| NA             | 9  | Dennis Bergkamp   |     | 81' |
| Zmiany:        |    |                   |     |     |
| NA             | 13 | Henny Meijer      |     | 81' |
| PO             | 12 | Bryan Roy         |     | 64' |
| Trener:        |    |                   |     |     |
| Johan Cruijff  |    |                   |     |     |

| Superpuchar Europy (1987) |
| ------------------------- |
| Portugalia                |
| FC Porto Pierwszy Tytuł   |